# Миноносец № 221
№ 221 — один из десяти миноносцев типа «Циклон», построенных для Российского Императорского флота.

## История корабля
31 марта 1902 года зачислен в списки судов Балтийского флота, в 1901 году заложен на заводе акционерного общества «В. Крейтон и Ко», спущен на воду 17 сентября 1901 года, вступил в строй 12 февраля 1903 года. 
Вместе с «№ 223» входил в состав отряда контр -адмирала А.А. Вирениуса и направлялся на Дальний Восток. После начала Русско-японской войны получил приказ о возвращении в Россию. 25 февраля 1904 года у Пирея попал в шторм и получил серьёзные повреждения, потерял остойчивость, опрокинулся и затонул. Экипаж был спасён пароходом Добровольного флота"Саратов".